# أولاد يوسف (امحاميد الغزلان)
أولاد يوسف هي إحدى مشيخات المملكة المغربية، تتبع جغرافيا لإقليم زاكورة وإداريًا لامحاميد الغزلان. يقدر عدد سكانها بـ 25055 نسمة حسب الإحصاء الرسمي للسكان والسكنى لسنة 2004.